# Messerschmitt P.1101

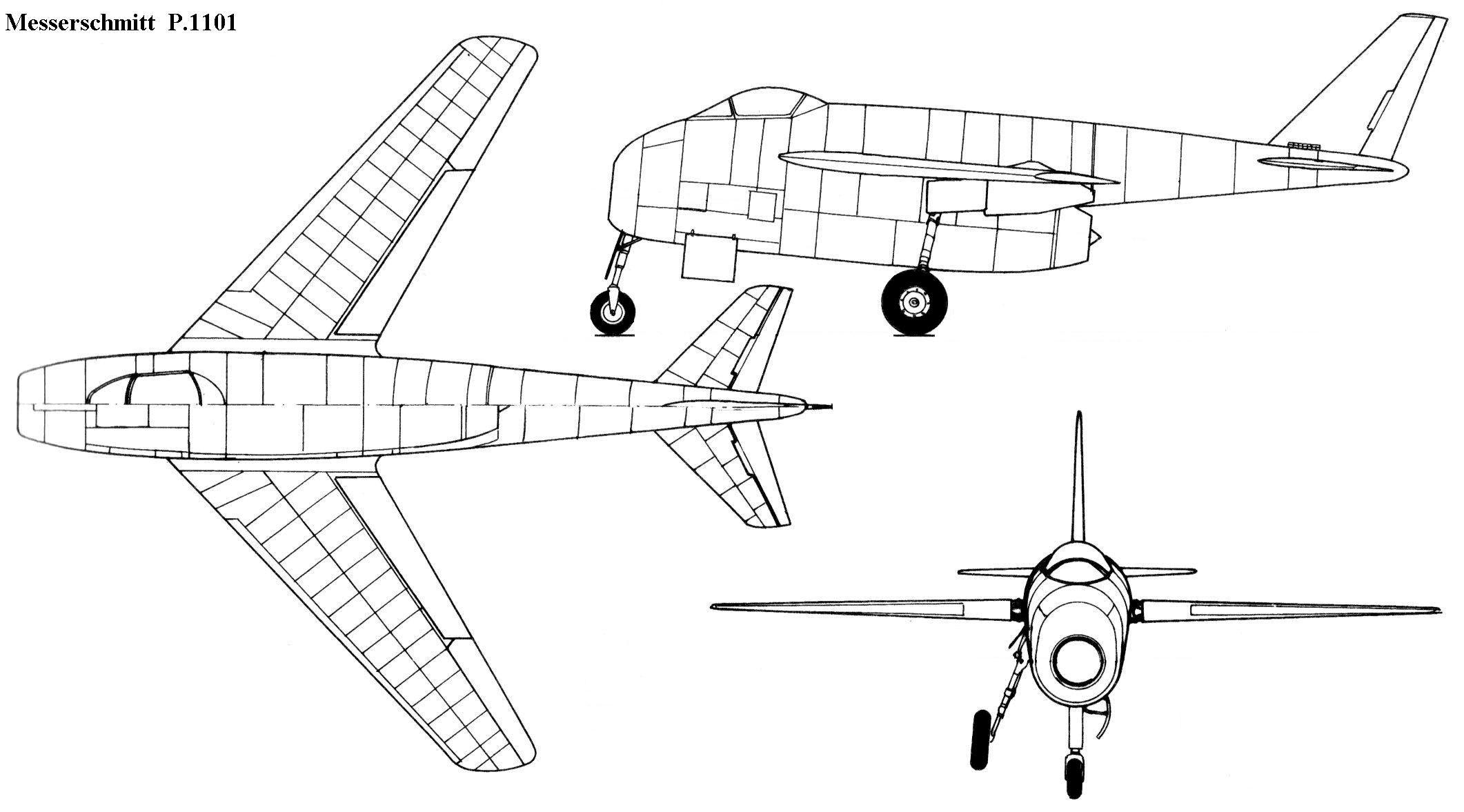
Messerschmitt P.1101

Messerschmitt P.1101 là một đề án máy bay tiêm kích một chỗ của Đức được phát triển để đáp ứng Chương trình Tiêm kích Khẩn cấp vào tháng 7/1944, một bước để tìm kiếm thế hệ máy bay tiêm kích phản lực thứ hai của Đệ tam Quốc xã. Một tính năng đặc trưng của mẫu thử P.1101 là cánh xuôi sau có thể thay đổi trước khi bay, đặc tính này sẽ được phát triển thêm thành các loại máy bay cánh cụp cánh xòe như Bell X-5 và Grumman XF10F Jaguar.

## Tính năng kỹ chiến thuật (mẫu thử P.1101 V1)

### Đặc điểm riêng
- Tổ lái: 1
- Chiều dài: 9,1 m (29 ft 0 in)
- Sải cánh: 8,2 m (27 ft 1 in)
- Chiều cao: 2,8 m (9 ft 2.5 in)
- Diện tích cánh: 15,9 m² (171 ft²)
- Trọng lượng rỗng: 2.594 kg (5.718,78 lb)
- Trọng lượng cất cánh: 4.064 kg (8.960 lb)
- Trọng lượng cất cánh tối đa: 4.500 kg (9.900 lb)
- Động cơ: 1 động cơ phản lực Heinkel HeS 011A, lực đẩy 1.300 kg (2.866 lb)
- Sức chứa nhiên liệu: khoảng 370 gallon.

### Hiệu suất bay
- Vận tốc cực đại: 980 km/h (Mach 0,8) trên độ cao 7.000 m (612,5 mph)
- Vận tốc hành trình: 985 km/h (616 mph) trên độ cao 7.000 m (22,965 ft)
- Tầm bay: 1,500 km (932 miles)
- Trần bay: 12,000 m (39,370 ft)
- Vận tốc lên cao: 22.2 m/s (73 ft/s)
- Lực nâng của cánh: 236 kg/m² (42.87 lb/ft²)
- Lực nâng của cánh cực đại: 296.5 kg/m²

### Vũ khí
- Mẫu thử không mang vũ khí
- Dự kiên trang bị 2 hoặc 4 khẩu pháo MK 108 30 mm và 4 tên lửa không đối không Ruhrstahl X-4 trên phiên bản sản xuất.

### Máy bay có cùng sự phát triển
- Messerschmitt Me P.1106

### Máy bay có hình dạng tương tự
- Bell X-5
- Grumman XF10F Jaguar
- Saab Tunnan
- Short SB5